# Nghi Vạn
Nghi Vạn là một xóm thuộc xã Nghi Phương,huyện Nghi Lộc, tỉnh Nghệ An, Việt Nam.
Xã có diện tích 9,54 km², dân số năm 1999 là 7.031 người, mật độ dân số đạt 737 người/km².
Xã này nằm bên tuyến kênh Nhà Lê, là tuyến đường thủy đầu tiên trong lịch sử Việt Nam từ kinh đô Hoa Lư đến Đèo Ngang và được xem là tuyến đường Hồ Chí Minh trên sông vì những đóng góp cho các cuộc chiến tranh của người Việt.